# ラム・ナラヤン
ラム・ナラヤン（ヒンディー語: राम नारायण; IAST: Rām Nārāyaṇ、1927年12月25日 - 2024年11月9日）は、ヒンドゥー伝統音楽で使われるサーランギーを演奏し、国際的にも演奏活動しているインドの音楽家。

## 人物
ナラヤンはウダイプルに生まれ、早くからサーランギーを演奏した。10代の頃はサーランギー奏者や伝統歌手の下で学び、旅をしながら演奏活動を続けた。
1944年、ラホール（当時は英領インド、現パキスタン）のインド国営放送付きの伴奏者として働いた。1947年のインド・パキスタン分離独立に伴いデリーに移り、そこで伴奏者としての活動に見切りをつけ、1949年にムンバイに移ってインド映画音楽に参加した。
1954年からソロ活動を始めたが、当初は人気がなく、1956年になってようやく成功した。それからはソロアルバムのレコーディングを始め、1960年代にはアメリカやヨーロッパにも演奏旅行した。2000年代になると、インド国外での演奏指導も行うようになった。2005年にインドの2等勲章であるパドマ・ビブーシャンを受章。

## 若き日

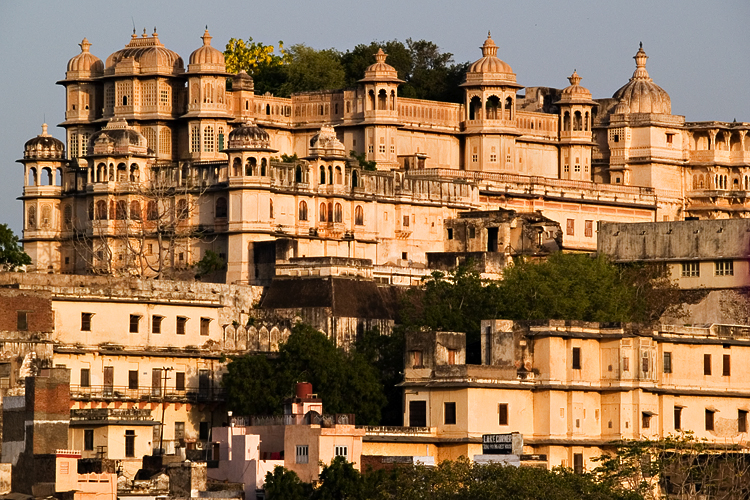
ウダイプルの宮殿

ラム・ナラヤンは1927年12月25日、イギリス領インド藩王国の一つメーワール藩王国の首都ウダイプルで生まれた。
ナラヤンの高祖父バガージー・ビヤーヴァトはアンベール出身の歌手であり、曽祖父サガド・ダーンジー・ビヤーヴァトはのマハーラーナー（ウダイプルのマハーラージャ）の宮廷付歌手であった。ナラヤンの祖父ハル・ラールジー・ビヤーヴァト、父ナートゥージー・ビヤーヴァトは農民であり歌手でもあった。ナラヤンの父Nathujiはディルルバーを演奏し、母も音楽好きであった。
ナラヤンの母語はラージャスターニー語の一方言であり、後にヒンディー語と英語を学んだ。ナラヤンは6歳の時、家の顧問グルが置いていった小さなサーランギーに興味を持ち、父から奏法を教えられた。ただし、当時のサーランギーは娼婦を思わせることもある楽器だったため、父はナラヤンをやや心配した。1年後、ナラヤンの父はジャイプルのサーランギー奏者メヘブーブ・カーンの元に息子を通わせようとしたが、カーンがナラヤンの指使いがまるでなっていないと指摘したため、息子の弟子入りは取りやめにして、まずは学校を出るように勧めた。
ナラヤンは10歳になると、古いヒンドゥースターニー音楽の一つであるドゥルパドを、サーランギー奏者ウダイ・ラールを手本として勉強した。ラールの死後、ナラヤンはマイハルの王宮で歌手を務めているラクナウ出身のマーダヴ・プラサードを訪ね、プラサードと師弟の契りを結んだ。プラサードはナラヤンにヒンドゥスターニー古典声楽の技法カヤールを教え、4年後、ナラヤンはウダイプルに戻った。プラサードは後にナラヤンを訪ね、定住しての音楽活動ではなく、旅をしながらの演奏をするよう忠告しているが、ナラヤンの家族は安定した生活を捨てることに賛成しなかった。プラサードがラクナウで死ぬまで、ナラヤンは実家に住みながらインドの各地に演奏旅行を行った。ナラヤンは一時期別の師からガンダ・バンダン（ganda bandhan）を習っているが、間もなくラホールに移動したためそれきりになっている。

## 演奏活動
ナラヤンは1944年、映画スタジオでの仕事を探すためにラホールに向かったが、成功しなかった。ナラヤンはただの歌手としてインド国営放送 (AIR)のオーディションを受けたが、音楽プロデューサーのジーヴァン・ラール・マットゥーがナラヤンの爪を見て彼がサーランギー奏者であることに気付き、サーランギーを演奏できる歌手として採用した。マットゥーはナラヤンのために住む部屋も用意し、ラーガの師としてカヤール歌手のアブドゥル・ワーヒド・カーンを紹介した。カーンは厳しい教師として有名であったが、サーランギーを習得しているナラヤンは短期間にこれをマスターした。

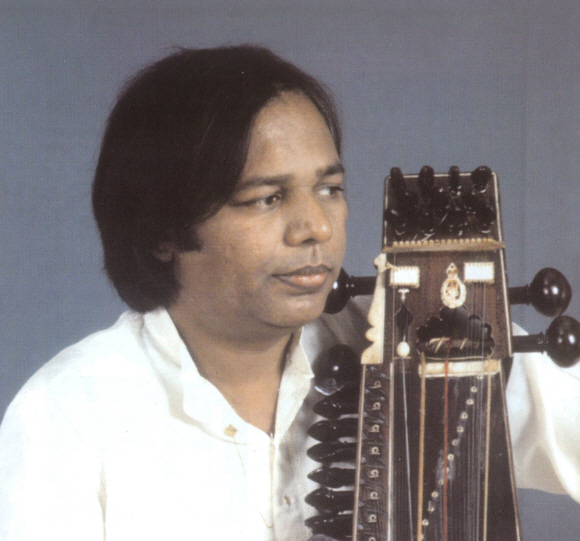
中堅時代のナラヤン

1947年のインド分割の後、ナラヤンはパキスタンとなったラホールからデリーへと引越し、デリーのインド国営放送（AIR）で演奏活動を行い、曲や演奏スタイルのレパートリーを増やしていった。1948年にはAIRデリーで活動を始めた歌手のアミル・カーンとユニットを組んだ。カーンとのユニットでナラヤンは時々ソロパートを任されたことで、ソロ歌手としての活動を検討し始めた。ナラヤンは歌手の単なる無名伴奏者としての活動を拒否し始めた。それまで、サーランギーに限らず、弦楽器演奏は単なる歌手の伴奏に過ぎず、あるいは歌手が時々息を整える時間を稼ぐものでしかなかった。単なる伴奏者に徹しないナラヤンに不平を言う歌手もいたが、ナラヤンは歌手と互いを競い合いたいと主張した。ナラヤンに賛同する歌手やタブラ奏者も多かった。
ナラヤンは単なる伴奏者としての活動に見切りをつけ、フリーとして映画音楽やレコーディングの活動をするため、1949年にムンバイへと移った。1950年にはイギリスのHMVでソロとして3曲のレコーディングを行い、1951年にはヴィラーヤト・カーンとのレコーディングも行っている。ただし、あまり売れなかった。一方、映画音楽での作曲と演奏は成功した。その後15年間、ナラヤンはHumdard, Adalat, Milan, Gunga Jumna, Mughal-e-Azam, Kashmir Ki Kali などの映画のために作曲し、歌った。

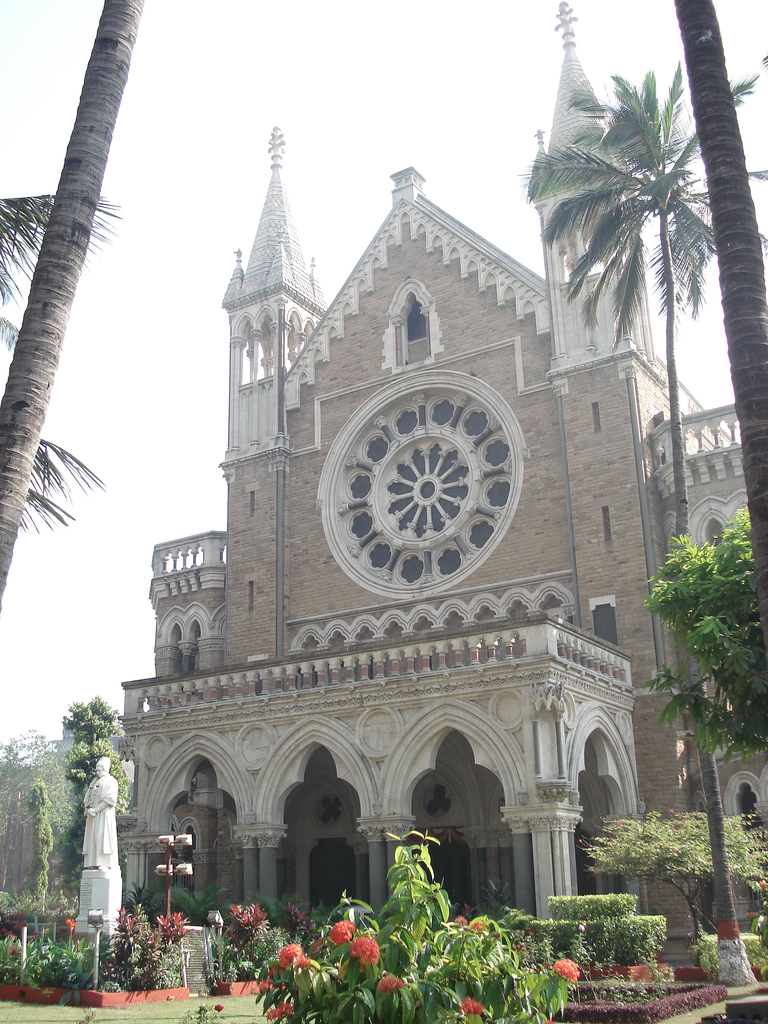
ジャハーンギール公会堂（2007年）

ナラヤンは1952年にアフガニスタン、1954年に中華人民共和国で演奏し、共に好評だった。ナラヤンの初のソロコンサートは1954年、ジャハーンギール公会堂で行われたムンバイ音楽祭においてであった。ただし、ラヴィ・シャンカルやアリー・アクバル・カーンといった大物のソロコンサートの間の短い1コマに過ぎなかったため、あまり話題にならなかった。1956年のムンバイ音楽祭では少数の聴衆に対しての演奏会を開き、好評を得た。ナラヤンは1960年代に伴奏者の仕事を止めた。当時はサーランギー独奏の需要はまだなかった。しかし先にインド出身でシタール奏者のラヴィ・シャンカルが成功を収めていたこともあり、ナラヤンも間もなく成功したインド器楽家の1人になった。1960年代から、ナラヤンはインド国外でのコンサートやレッスンを行うようになった。西洋では、チェロやバイオリンと似た楽器としてサーランギーが受け入れられた。その後は数十年間にわたり、インド、アメリカ、ヨーロッパで演奏し、レコーディングを行った。1980年代になると、ナラヤンは1年の2,3ヶ月を西洋諸国の演奏旅行に費やした。2000年代になると、演奏活動の回数が減った。2009年、ナラヤンは娘のアルナと共に、ロイヤル・アルバート・ホールで行われた英国放送協会主催のBBCプロムスで演奏を行っている。
2024年11月9日に死去。96歳没。

## 著書
- Sorrell, Neil; Narayan, Ram (1980). Indian Music in Performance: a practical introduction. Manchester University Press. ISBN 0719007569